# Ronald Vargas
Ronald Alejandro Vargas Aranguren (Caracas, 2 december 1986) is een Venezolaanse voetballer die onder contract staat bij KV Oostende. Daarvoor speelde hij onder andere voor RSC Anderlecht en Club Brugge. Op 31 december 2008 werd hij verkozen tot zowel beste voetballer in de Venezolaanse competitie als beste Venezolaanse speler in buitenland.

## Clubcarrière

### Caracas Fútbol Club
Caracas Fútbol Club was de club waar Vargas voor uitkwam voor hij in België belandde. In 2007 won hij met Caracas de landstitel. In zijn laatste seizoen voor de club scoorde hij 7 keer in 26 wedstrijden en werd hij verkozen tot de beste voetballer in de Venezolaanse competitie.

### Club Brugge
Op 6 mei 2008 tekende Vargas zijn contract voor Club Brugge. Hij werd tweemaal gescout door de club en er waren ook andere Belgische eersteklassers geïnteresseerd (onder meer RSC Anderlecht en AA Gent) in de aanvaller. Tijdens zijn debuutwedstrijd voor Club Brugge, een vriendschappelijk duel tegen KVV Coxyde, zorgde hij voor het openingsdoelpunt.
Op 31 augustus 2008 kreeg Club Brugge net voor sluiting van de internationale transfermarkt een aanbod voor Vargas van het Duitse Hertha Berlijn. Het bod bedroeg tussen de 5 en 6 miljoen euro, maar werd afgewimpeld door Brugge. Op 27 november 2008 scoorde hij zijn eerste officiële doelpunt voor Club Brugge in de Europese wedstrijd tegen AS Saint-Étienne. Drie dagen later maakte hij zijn eerste goal in de Jupiler Pro League in de wedstrijd tegen Germinal Beerschot.
Tijdens het seizoen 2010/11 groeide Vargas samen met Ivan Perisic uit tot een van de smaakmakers bij blauw-zwart. Vargas scoorde vlot en deed mee om de titel van topschutter. Maar op 6 februari 2011 scheurde de Venezolaan zijn voorste kruisbanden, zijn buitenste gewrichtsband en zijn meniscus. Dokters voorspelden een inactiviteit van zes maanden. In de zomer van 2011 kreeg hij een verbeterd contract aangeboden bij Club Brugge, maar hij tekende niet bij. Zowel hij als zijn entourage spraken van een vertrouwensbreuk tussen hem en blauw-zwart.

### RSC Anderlecht
RSC Anderlecht toonde interesse in Vargas en zag in hem een opvolger voor Mbark Boussoufa. Club Brugge wilde de speler in eerste instantie niet laten vertrekken, maar Vargas dreigde naar het buitenland te verhuizen via de wet van 1978. Uiteindelijk betaalde Anderlecht €2,5 miljoen voor de speler.
Vargas is niet de eerste speler die van Club Brugge naar Anderlecht gaat. In het verleden maakten Lorenzo Staelens, Marc Degryse en Rob Rensenbrink dezelfde overstap. Vargas kon echter nooit doorbreken, mede door blessures. Hij haalde nooit meer het niveau dat hij vroeger haalde bij Club Brugge. Hij verlengde zijn contract niet en verliet medio 2014 Anderlecht.

### Balıkesirspor
Op 28 juli 2014 tekende Vargas een eenjarig contract bij het Turkse Balıkesirspor. Op 20 september 2014 maakte hij zijn debuut voor de club in een 2-0 thuisoverwinning op Galatasaray en twee maanden later scoorde hij zijn eerste doelpunt in een 1-3 thuisnederlaag tegen Sivasspor. Aan het einde van het seizoen nam hij afscheid van de club.

### AEK Athene
Vargas tekende op 3 juli 2015 voor twee jaar bij AEK Athene. Op 22 augustus 2015 debuteerde hij in een 3-0 thuisoverwinning op Platanias, waarin hij de tweede treffer scoorde. Vargas groeide uit tot een belangrijke speler van het elftal. Zo scoorde hij de enige treffer in de 1-0 overwinning op concurrent PAOK Saloniki en was in januari 2016 viermaal trefzeker om vervolgens door Diario Goleador verkozen te worden tot beste Venezolaanse voetballer van de maand. AEK Athene wilde de speler zijn aflopende contract graag verlengen en deed hem in april 2017 een aanbieding van €300.000 voor een contractverlenging van twee jaar. Desondanks ging Vargas niet akkoord met het aanbod en verliet hij de club aan het einde van het seizoen.

### Newcastle United Jets
In september 2017 tekende Vargas bij de Australische A-League-club Newcastle United Jets. Op de derde speeldag liep Vargas een ernstige beenblessure op in de wedstrijd tegen Brisbane Roar, waardoor hij voor de rest van het seizoen uitgeschakeld was.

### KV Oostende
Hij debuteerde voor KV Oostende op het veld van Anderlecht op zondag 28 juli en scoorde meteen tegen zijn ex-ploeg en droeg daarbij bij aan de 1-2 winst.

## Clubstatistieken

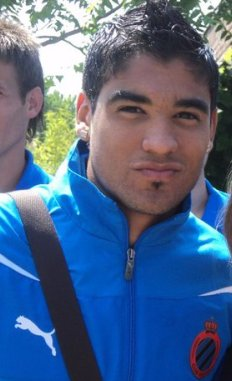
Ronald Vargas als speler van Club Brugge.

| Seizoen | Club           | Land                 | Competitie         | Competitie | Competitie | Beker | Beker | Internationaal | Internationaal | Totaal | Totaal |
| Seizoen | Club           | Land                 | Competitie         | Wed.       | Dlp.       | Wed.  | Dlp.  | Wed.           | Dlp.           | Wed.   | Dlp.   |
| ------- | -------------- | -------------------- | ------------------ | ---------- | ---------- | ----- | ----- | -------------- | -------------- | ------ | ------ |
| 2006/07 | Caracas FC     | Vlag van Venezuela   | Primera División   | 3          | 1          | 0     | 0     | 2              | 0              | 5      | 1      |
| 2007/08 | Caracas FC     | Vlag van Venezuela   | Primera División   | 29         | 8          | 4     | 0     | 7              | 2              | 38     | 10     |
| 2008/09 | Club Brugge    | Vlag van België      | Jupiler Pro League | 22         | 3          | 2     | 0     | 6              | 1              | 30     | 4      |
| 2009/10 | Club Brugge    | Vlag van België      | Jupiler Pro League | 26         | 4          | 1     | 1     | 7              | 0              | 34     | 5      |
| 2010/11 | Club Brugge    | Vlag van België      | Jupiler Pro League | 23         | 15         | 1     | 1     | 4              | 0              | 28     | 16     |
| 2011/12 | RSC Anderlecht | Vlag van België      | Jupiler Pro League | 4          | 0          | 2     | 1     | 0              | 0              | 6      | 1      |
| 2012/13 | RSC Anderlecht | Vlag van België      | Jupiler Pro League | 11         | 2          | 1     | 0     | 0              | 0              | 12     | 2      |
| 2013/14 | RSC Anderlecht | Vlag van België      | Jupiler Pro League | 10         | 2          | 0     | 0     | 1              | 0              | 11     | 2      |
| 2014/15 | Balıkesirspor  | Vlag van Turkije     | TFF 1. Lig         | 25         | 6          | 1     | 0     | 0              | 0              | 26     | 6      |
| 2015/16 | AEK Athene     | Vlag van Griekenland | Super League       | 26         | 9          | 6     | 2     | 0              | 0              | 32     | 11     |
| 2016/17 | AEK Athene     | Vlag van Griekenland | Super League       | 17         | 2          | 4     | 1     | 2              | 0              | 23     | 3      |
| 2017/18 | Newcastle Jets | Vlag van Australië   | A-League           | 9          | 0          | 0     | 0     | 0              | 0              | 9      | 0      |
| 2018/19 | Newcastle Jets | Vlag van Australië   | A-League           | 21         | 5          | 1     | 0     | 2              | 2              | 24     | 7      |
| 2019/20 | KV Oostende    | Vlag van België      | Jupiler Pro League | 2          | 1          | 0     | 0     | 0              | 0              | 0      | 0      |
| Totaal  | Totaal         | Totaal               | Totaal             | 226        | 57         | 23    | 6     | 31             | 5              | 280    | 68     |

## Interlandcarrière
Vargas debuteerde op 4 februari 2008 voor de nationale ploeg van Venezuela. Tegen Brazilië was hij goed voor één assist en één doelpunt. Het was zijn eerste goal voor de nationale ploeg.
| Interlands van Ronald Vargas voor Venezuela | Interlands van Ronald Vargas voor Venezuela | Interlands van Ronald Vargas voor Venezuela | Interlands van Ronald Vargas voor Venezuela | Interlands van Ronald Vargas voor Venezuela | Interlands van Ronald Vargas voor Venezuela |                           |
| №                                           | Datum                                       | Wedstrijd                                   | Uitslag                                     | Competitie                                  | Goals                                       |                           |
| Als speler bij Caracas FC                   | Als speler bij Caracas FC                   | Als speler bij Caracas FC                   | Als speler bij Caracas FC                   | Als speler bij Caracas FC                   | Als speler bij Caracas FC                   | Als speler bij Caracas FC |
| ------------------------------------------- | ------------------------------------------- | ------------------------------------------- | ------------------------------------------- | ------------------------------------------- | ------------------------------------------- | ------------------------- |
| 1                                           | 04.02.2008                                  | Venezuela – Haïti                           | 1 – 0                                       | Vriendschappelijk                           | 0                                           |                           |
| 2                                           | 26.03.2008                                  | Venezuela – Bolivia                         | 0 – 1                                       | Vriendschappelijk                           | 0                                           |                           |
| Als speler bij Club Brugge                  |                                             |                                             |                                             |                                             |                                             |                           |
| 3                                           | 06.06.2008                                  | Brazilië – Venezuela                        | 0 – 2                                       | Vriendschappelijk                           | Goal                                        |                           |
| 4                                           | 14.06.2008                                  | Uruguay – Brazilië                          | 0 – 0                                       | WK-kwalificatie                             | 0                                           |                           |
| 5                                           | 19.06.2008                                  | Venezuela – Chili                           | 2 – 3                                       | WK-kwalificatie                             | 0                                           |                           |
| 6                                           | 12.10.2008                                  | Venezuela – Brazilië                        | 0 – 4                                       | WK-kwalificatie                             | 0                                           |                           |
| 7                                           | 05.09.2009                                  | Chili – Venezuela                           | 2 – 2                                       | WK-kwalificatie                             | 0                                           |                           |
| 8                                           | 09.09.2009                                  | Venezuela – Peru                            | 3 – 1                                       | WK-kwalificatie                             | 0                                           |                           |
| 9                                           | 04.09.2010                                  | Venezuela – Colombia                        | 0 – 2                                       | Vriendschappelijk                           | 0                                           |                           |
| Als speler bij RSC Anderlecht               |                                             |                                             |                                             |                                             |                                             |                           |
| 10                                          | 17.10.2012                                  | Venezuela – Ecuador                         | 1 – 1                                       | WK-kwalificatie                             | 0                                           |                           |
| Als speler bij Balıkesirspor                |                                             |                                             |                                             |                                             |                                             |                           |
| 11                                          | 27.03.2015                                  | Jamaica – Venezuela                         | 2 – 1                                       | Vriendschappelijk                           | 0                                           |                           |
| 12                                          | 01.04.2015                                  | Peru – Venezuela                            | 0 – 1                                       | Vriendschappelijk                           | 0                                           |                           |
| 13                                          | 14.06.2015                                  | Colombia – Venezuela                        | 0 – 1                                       | Copa América                                | 0                                           |                           |
| 14                                          | 18.06.2015                                  | Peru – Venezuela                            | 1 – 0                                       | Copa América                                | 0                                           |                           |
| 15                                          | 21.06.2015                                  | Brazilië – Venezuela                        | 2 – 1                                       | Copa América                                | 0                                           |                           |
| Als speler bij AEK Athene                   |                                             |                                             |                                             |                                             |                                             |                           |
| 16                                          | 04.09.2015                                  | Venezuela – Honduras                        | 0 – 3                                       | Vriendschappelijk                           | 0                                           |                           |
| 17                                          | 13.10.2015                                  | Brazilië – Venezuela                        | 3 – 1                                       | WK-kwalificatie                             | 0                                           |                           |

## Erelijst

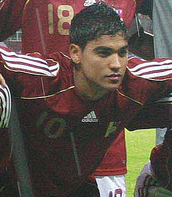
Ronald Vargas bij de nationale ploeg (2008).

| Competitie           |            |                           |            |            |
| Competitie           | Aantal     | Jaren                     |            |            |
| Caracas FC           | Caracas FC | Caracas FC                | Caracas FC | Caracas FC |
| -------------------- | ---------- | ------------------------- | ---------- | ---------- |
| Venezolaans kampioen | 1x         | 2007                      |            |            |
| Club Brugge          |            |                           |            |            |
| Brugse Metten        | 2x         | 2008, 2009                |            |            |
| RSC Anderlecht       |            |                           |            |            |
| Belgisch kampioen    | 3x         | 2011/12, 2012/13, 2013/14 |            |            |
| Belgische Supercup   | 2x         | 2012, 2013                |            |            |

| Individueel                                |    |                  |
| Beste speler in de Venezolaanse competitie | 1x | 2008             |
| Beste Venezolaan in het buitenland         | 3x | 2008, 2009, 2010 |